# ジャネス・カースティン
ジャネス・カースティン（Jannes Kirsten、1993年12月1日 - ）は、ユナイテッド・ラグビー・チャンピオンシップブルズに所属するラグビーユニオン選手。

## プロフィール
- 南アフリカ・ヨハネスブルグ出身[1]。
- ポジションはロック(LO)、フランカー(FL) 。
- 身長 197cm、体重 111kg
- 兄のフリックは元ラグビー選手[2]。
- U20南アフリカ代表に選ばれたことがある[3]。

## 略歴
ブルー・ブルズ、ブルズを経て、2018年、トヨタ自動車ヴェルブリッツ(現・トヨタヴェルブリッツ)に加入。同年11月10日に行われたジャパンラグビートップリーグカップ戦第1節のコカ・コーラレッドスパークス戦に先発出場で日本での公式戦初出場を果たした。
2019年、エクセター・チーフスに加入。 
2023年、ブルズに復帰。